# 佳寧娜控股
佳寧娜集團控股有限公司（英語：Carrianna Group Holdings Limited），前稱達成集團（港交所：126）（Tak Sing Alliance Holdings Limited），是香港交易所上市的綜合企業公司，也是一家控股公司，截至2011年12月16日市值6.29億港元，曾經營製衣業務，於2008年終止該業務。公司於1991年上市。集團由前全國政協委員、前廣東省政協委員、香港潮州商會永遠榮譽主席馬介璋及前廣東省政協委員馬介欽共同創立

## 簡介
集團於中國的深圳市、中國香港、佛山市、湖南益陽市、海南､昆明等城市利用佳寧娜品牌投資地產、酒店餐飲、食品業務等。目前在中、港兩地都有投資地產項目、餐飲、食品項目，以及在深圳成立投資公司進行資本、股權投資業務

## 股權結構
集團大股東馬氏家族持集團約60%股權。另外集團前執行董事吳思兵和配偶擁有的彩榮控股集團有限公司，擁有佳寧娜集團合共125,428,754股股份，相當於佳寧娜集團控股之已發行股本約9.98%公司吳思兵持有佳寧娜集團控股之已發行股本約9.98%押予大股東馬氏家族

## 其他
公司註冊地位於百慕達。值得一提的是，劉皇發、葉慶忠、張華峰分別為公司前任、現任董事。公司年報顯示企業資產約63億港元，而凈資產約38億港元，負債比率約四成四。

## 業務
佳寧娜經營以下有關業務：
- 地產發展及物業收租、物業管理業務：佳寧娜在80、90年代左右開始在深圳從事房地產開發業務。 現在集團在廣東省東莞市及湖南省益陽市等地用佳寧娜品牌投資開發商場、住宅、酒店、商業地產等，更在香港持有工廠大廈，寫字樓及商鋪丶數據中心等物業。截至2021年9月30日，佳宁娜投资物业资产值达到25.6亿港元，每年提供近1億港元租金收入，已開發的項目包括深圳駿庭名園、東莞金譽商場專案、湖南梓山湖新城、深圳佳寧娜友誼廣場等。佳宁娜（深圳）商业有限公司，是集團旗下一個物業管理公司[6]，目前在中、港兩地都有投資地產項目[7][3]。[8]

- 酒店、飲食及食品零售業務：集團以「佳寧娜」品牌在北京、武漢、海南、昆明、香港、深圳等各大主要城市投資高檔潮州餐飲食府、以「順意」品牌投資順徳菜餐廳以及在香港收購持有茶餐廳「味皇」、「星級味皇」、「味集皇城」及「嚐味」等品牌的「順寶創投」和持有「馥軒」及「百樂」等品牌麵包店業務的「新耀控股」，更有投資食品業務在海南設有食品廠，以「佳寧娜」品牌生產月餅、粽子等食品，並以酒樓業務、麵包店業務作為銷售渠道並持有益陽佳寧娜、佛山佳寧娜酒店品牌，每年提供6一7億港元收入。

- 商貿與物流業務：集團參與投資的「華南國際工業原料城」、「華東國際商貿城」大型成品展覽及交易中心，是大型綜合物流及交易中心開發商和營運商。項目包括批發市場，交易、展示、資訊交流、倉儲、貨運以及金融結算等一站式功能。

- 資本、股權投資業務：集團成立佳寧娜深圳投資有限公司及系內其他投資公司以參股、債權方式投資方式進入多個業務領域，包括金融、地產、餐飲相關業務、教育、礦業、汽車維修、供應連科技等項目[9] [10] [11] [12]

從官方網站上看到集團的收入組合中還是比較偏向于餐飲、食品的投資，每年都佔了集團至少八成的收入，其他兩成收入是地產投資收入。

## 財務狀況
據集團2020年年報食品及酒店收益為7億多元港幣，當有三億八千萬港元來自於食品業務，這個部分收益佔集團總收入超過一半。
2020年整體地產收益在2020年內為2億6千万港元當中有八千八百萬港元為租金收入，佔總地產收入約為四成左右。
2020年年報顯示經營活動現金流淨流入為1億8千5百多萬元、融資活動現金流淨流入二億二千萬，而投資活動浄流出2.9億，資產方面總資產63億港幣，浄資产為35億港元負债率為44-45%，在資金來源方面比較依賴融資活動現金流
集團官方網站可以看到食品及酒店收益2019年期內為港元8.5億，而地產投資及發展收益為1億1千四百萬，2019年期經營活動現金流負4千4百萬，融資活動現金流淨流出五千萬，投資活動現金流為流淨流出1億1千萬元，其資產方面總資產62．8亿元，而淨資產為38亿元，負債比率四成。另外，集團的盈利波動比較大，五年期內股東應佔盈利在三億至四百萬元之間上落，甚至出1.7億港元虧損但是從投資活動現金流情況來看集團一直都處於流出狀態，表示公司一直以來資金用來做項目投資，融資活動現金流是公司主要資金來源。但投資收益比較难有正面影響、2024最新報表公司現金結餘在1.5亿元、物業抵押率達到70 ％，財務上面臨壓力、急需重塑盈利能力，因為最新2024財務報表上会計師可持續經營能力成疑的意見
據集團2023年年報整體業務出現1.7億港元虧損,主席報告中,聯席主席及執行董事馬介欽指由於集團月餅主要市場海南省因新冠封城的原因月餅銷售不理想以及中國物業投資收租組合出現匯率虧損所致
每股基本盈利（仙)分別為(2022年)0.25、(2021年)6.44、(2020年)1.12、(2019年)22.12、(2018年)25.27

## 歷史
1986年正式開始酒樓業務，接管佳寧集團倒閉後的僅存資產佳寧娜潮州菜（1981年由詹培忠創辦時佳寧集團持有五成四股份）。2001年開始，集團將飲食業務的股份從時任董事葉慶忠、惠州政协常委連增杰聯營英耀公司，以及時任董事劉皇發的劉皇發公司手上合共五成六佳寧娜飲食股份，以1億港元代價轉讓至佳寧娜集團間接全資附屬嘉堅有限公司，令其成為全資附屬。
自1991年於港交所上市，當時以製衣、地產、餐飲為主要業務并於2008年終止制衣業務。轉型以地產投資、餐飲為主。
2009年5月27日，集團委任集團大股東長子馬鴻銘、海南佳宁娜食品有限公司董事袁偉文為执行董事。2013年6月10日，袁偉文辭任董事。
2011年1月21日，集團向大股東馬氏家族購入湖南地產項目，涉資四億一千萬人民幣。
集團持股的華南城控股於2009年9月17日至9月22日在香港進行公開招股，集資額介乎21億至31.5億港元，主要用作深圳、南昌及南寧的項目。招股期間，李兆基持有的兆基財經及西京投資亦有入股。華南城在2009年9月30日在香港交易所主板上市。2013年出售華南城（1668）7.5億股持股，佔股本12.395%，現金代價為11.625億元。該資金將用於發展集團位於蘇州、東莞等地方的地產項目及一般營運用途。
2012年，集團總投資50億人民幣的華東國際時尚物料城160,000平方米之貿易及分銷中心首期已完成，但根據影片資料顯示，項目的空置單位很多，也就是出租率不足。
2013年7月2日起，集團易名為佳寧娜集團控股有限公司。
2014年1月1日起，馬介欽接任佳寧娜集團主席，馬介璋调任名誉主席。2020年12月10日，馬介璋調任為執行董事。
2014年公司曾委託財務顧問研究分拆物業及酒店投資業務或餐飲、食品及酒店業務在香港上市。
2014年6月26日收購經營連鎖餐廳的順寶創投60%股權。順寶創投旗下有「味皇」、「星級味皇」、「味集皇城」及「嚐味」等餐廳品牌，資產包括11間餐廳及中央廚房等代價為3,000萬港元。2015年8月1日，香港特區政府政務官出身的梁百忍接替於2015年7月31日離任的德勤會計師事務所、惠理集團出身的陳尚禮。 其后由前酷派集團執行董事、深圳市水贝珠宝集团有限公司總裁梁銳接替總裁一職。
2015年5月28日，佳寧娜集團以2,040萬港元收購新耀控股有限公司60%股份權益。新耀控股為利駿集團的控股公司，經營10間以馥軒及百樂為品牌之麵包店及一間生產麵包、蛋糕、中西式糕點之食品工廠。2015年7月1日完成收購，新耀控股亦於同日成為佳寧娜集團之附屬公司。
2016年11月，佳寧娜集團注資1.5億元人民幣取得深圳羅湖區馬古嶺城市更新項目15%股權，該项目面積三十萬平方米。
2016年，在深圳以「順意」品牌投資順徳菜餐廳。
2017年4月，佳寧娜宣佈以6864.78萬港元出售香港九龍漆咸道南115號達成商業大廈1樓、2樓及3樓的商鋪，以及15樓、16樓、17樓及18樓的辦公室。
2017年7月25日，佳寧娜集團控股有限公司，將持有的佳寧娜（湖南）實業有限公司92.21%股權以虧損約1.01億港元的代價售予碧桂園，錄得淨額人民幣7.65億元。當中的1.5億元人民幣投入深圳馬古嶺項目。
2018年1月25日，佳寧娜集團控股有限公司拟按代价每股2.1港元向买方Qiqi Food Limited，一间于英属处女群岛注册成立，並由马柔叶的拥有全资有限公司出售87,800,128股及37,628,626股，合共125,428,754股，约占已发行股本总额约10%。完成出售后，买方将成爲公司主要股东。于出售完成后，佳寧娜集團的马介璋及马介钦可分別套现1.84亿元和7902.01万元。
2018年3月28日，佳寧娜集團間接全資附屬公司安浩擬以1港元/股向宏達認購建鵬50%股權。完成後，建鵬由安浩及宏達各持有50%股權，標誌佳寧娜開展其香港物業發展業務。
2020年3月，集團財務總監吳恩光辭任董事、公司秘書、財務總監，由原中国海洋捕捞控股有限公司之执行董事兼副主席、百田石油國際財務總監陳炳權先生接仼吳氏公司秘書、財務總監、執行董事 職務，但梁百忍、陳尚禮、吳恩光三人均留任公司顧問。其后再由樂游控股財務總監吳建新任佳寧娜财務總監丶公司秘書
集團于2020年12月，把深水埗海壇街223至225A號重建項目業權統一。
2021年6月，集團投資9600萬港幣進軍數據中心業務。
2021年7月，前立法會金融界議員、第十三屆全國政协委員、恒豐金融主席張華峰獲委任佳寧娜獨立非執行董事。
董事袍金每年三十萬元。
2021年9月8日，佳寧娜及佳兆業（1638）在上月公布訂立戰略合作框架協議後，雙方昨日進一步發公告，披露可能合作項目包括佳寧娜旗下東莞家滙廣場項目二期及三期，將會首選佳兆業作為合作伙伴，進行物業發展、城市重建、業務營運管理、物業管理及物流管理等方面的合作，惟詳情待進一步磋商後方可作實。
佳宁娜（00126）发布公告，于2021年11月11日，佳宁娜（深圳）商业有限公司（即公司间接全资附属公司）与郑俊嘉先生、御河天成、森钢投资及黄键先生就物业发展项目的合作订立合作协议，涉及（其中包括）提供高达人民币1.20亿元的资金。经考虑1.20億元的资金按月利率1.2%计息将产生的利息收入所带来稳定的收入及现金流;指定物业将在并无额外成本的情况下转让予附属公司
2022年7月，由佳寧娜及宏達控股共同發展的深水埗海壇街225號單幢盤，命名為佳悅。
2022年9月8日佳寧娜委仼大股東馬介璋的次子馬鴻文為集團執行董事，董事袍金每月6萬2千港元。馬鴻文持有土木工程師牌照，並一向負責餐飲業務，有助提升公司董事局對地產、餐飲業務的管理能力。
2022年9月，佳寧娜集團地產部董事尹德輝表示公司將在三年內投30億港元在香港地產市場，主要项目來源是舊樓重建。副主席兼執行董事馬鴻銘表示公司的地產投資市場將會集中在香港，以避開中國大陸的地產政策風險
2023年7月26日，佳寧娜向3名獨立第三方發行本金總額7,542萬元一年期6%可換股債券，以抵銷7月18日到期的可換股債券未償還本金額。

## 集團成員
- 華南城
- 佳寧娜飲食集團
- 華東國際時尚物料城
- 味皇茶餐廳
- 馥軒

## 集團旗下地產項目
- 梓山湖新城
- 華東國際時尚物料城
- 金譽國際家居廣場
- 華南城
- 駿庭名園
- 香港尖沙咀達成商業大廈
- 益陽市梓蘭庭
- 佳寧娜時尚購物廣場
- 益陽佳寧娜廣場
- 佳寧娜友誼廣場
- 益陽佳寧娜國際大酒店
- 佳寧娜國際珠寶廣場
- 佛山佳寧娜大酒店
- 深水埗海壇街223至225A號項目佳悅（佔50%）
- 長沙灣青山道300至306號（佔50%）
- 深圳羅湖馬古嶺城市更新項目(佔15%)
- 東莞金譽國際家居城
- 深圳羅湖駿庭名園商場

## 董事會成員
董事會成員如下：

### 執行董事
- 馬介欽：佳寧娜控股集團董事會主席及執行董事、佳寧娜飲食集團董事會主席及執行董事、华东国际时尚物料城开发（连云港）有限公司董事
- 馬鴻銘：佳寧娜控股集團執行董事、董事局副主席、連雲港華東國際時尚物料城總裁、主席
- 梁銳：佳寧娜控股集團行政總裁兼執行董事、华东国际时尚物料城开发（连云港）有限公司董事若干關聯公司董事
- 馬介璋：佳寧娜控股集團董事會榮譽主席及執行董事、華南城控股有限公司創辦人 、連雲港華東城創辦人、董事
- 馬鴻文：佳寧娜控股集團執行董事、 昆明佳寧娜食品有限公司董事局主席、佳寧娜佛山企業有限公司董事、佳寧娜食品業務部董事總經理。[41]

### 獨立非執行董事
- 廖玲玲：佳寧娜控股集團獨立非執行董事
- 黃思競：佳寧娜控股集團獨立非執行董事
- 張華峰：佳寧娜控股集團獨立非執行董事